# Liste der Baudenkmäler in Kaiserswerth
Die Liste der Baudenkmäler in Kaiserswerth enthält die denkmalgeschützten Bauwerke auf dem Gebiet von Düsseldorf-Kaiserswerth, Stadtbezirk 5, in Nordrhein-Westfalen. Diese Baudenkmäler sind in der Denkmalliste der Stadt Düsseldorf eingetragen; Grundlage für die Aufnahme ist das Denkmalschutzgesetz Nordrhein-Westfalen (DSchG NRW).

## Baudenkmäler
| Bild                                                             | Bezeichnung                                                      | Lage                                         | Beschreibung | Bauzeit                                            | Eingetragen seit   | Denkmal- nummer |
| ---------------------------------------------------------------- | ---------------------------------------------------------------- | -------------------------------------------- | --- | -------------------------------------------------- | ------------------ | --------------- |
| weitere Bilder                                                   | Hofanlage                                                        | Alte Landstraße 151 Karte                    | | 1735, 19. Jahrhundert                              | 15. Februar 1983   | A 304           |
| weitere Bilder                                                   | Haus Elisabeth                                                   | Alte Landstraße 159 Karte                    | Das so genannte „Haus Elisabeth“, benannt nach Elisabeth von Buttlar (1886–1956), erbaut nach den Plänen des Architekten Fritz Niebel, liegt mit einem Gebäudeteil direkt an der Alten Landstraße. | 1910                                               | 18. März 1994      | A 1284          |
| weitere Bilder                                                   | Haus Elisabeth (Elisabeth-von-Buttlar-Haus)                      | Alte Landstraße 161 Karte                    | Im „Elisabeth-von-Buttlar-Haus“, welches sich hinter dem Haus Elisabeth Alte Landstraße 159 befindet, ist heute ein Bildungszentrum für Gesundheitsfachberufe (Behindertenhilfe Institut für Fort- und Weiterbildung) der Kaiserswerther Diakonie untergebracht. Im September 1911 erfolgte die Einweihung des neuen Gebäudes (Architekt Fritz Niebel) der Kaiserswerther Frauenschule, welche in 1904 mit acht Schülerinnen in einem freigewordenen Pfarrhaus als „Haushaltungspensionat“ gegründet worden war. Jungen Mädchen von gebildetem Stand wurden auf ihren späteren Beruf als Hausfrau und Mutter vorbereitet. Während des Ersten Weltkrieges wurde in der Frauenschule ein Lazarett eingerichtet. 1935 wurde das Gebäude nach der damaligen Vorsteherin des Kaiserswerther Mutterhauses, Schwestern Elisabeth von Buttlar benannt. Nach 1947 entstand hier eine Lungenklinik, die bis 1990 im Haus verblieb. Danach zogen die Krankenpflegeschule und weitere medizinische Bildungseinrichtungen ein. | 1910                                               | 18. März 1994      | A 1284          |
| Kronprinzendenkmal                                               | Kronprinzendenkmal                                               | Alte Landstraße 179 Karte                    | Das Kronprinzendenkmal des Bildhauers Paul Disselhoff auf dem Gelände der Kaiserswerther Diakonie erinnert an den Besuch des späteren Kaisers Friedrich III. als Kronprinz am 11. September 1884 und zeigt ihn mit dem 4-jährigen Kinderkrankenhaus-Patienten Wilhelm Kroll auf dem Arm. | 1884                                               | 14. Dezember 1995  | A 1373          |
| weitere Bilder                                                   | Pforte                                                           | Alte Landstraße 179 Karte                    | | ca. 1885                                           | 13. Juni 1995      | A 1354          |
| Sophie-Wienring-Haus (Hauptverwaltung)                           | Sophie-Wienring-Haus (Hauptverwaltung)                           | Alte Landstraße 179b Karte                   | Die heutige Hauptverwaltung der Kaiserswerther Diakonie wurde im Zentrum des neuen Diakoniegeländes als ein eigenes Verwaltungsgebäude nach den Plänen des Architekten Fritz Niebel errichtet. Die Verwaltung beherbergte die Buchhaltung mit Kassenraum, Versandräume, einen Sitzungssaal sowie Wohnungen für zwei Büroschwestern. Im Februar 2004 erhielt die Hauptverwaltung den Namen „Sophie-Wiering-Haus“. Johanne Sophie Dorothee Wiering (1780–1853), eine Freundin von Friederike Fliedner, gab im Jahre 1836 ein Darlehen für den Kauf des ersten Hauses am Kaiserswerther Markt. | 1910                                               | 13. Juni 1995      | A 1356          |
| weitere Bilder                                                   | Fronberghaus                                                     | Alte Landstraße 179c Karte                   | 1883 wurde das Waisenhaus für Mädchen, als erstes Gebäude auf dem Fronberg eingeweiht. Das Waisenhaus diente gleichzeitig als Volksschule und ab etwa 1900 auch als Mittelschule. Nach dem Ersten Weltkrieg bekam es die Funktion eines Kriegswaisenhauses, in dem nur noch die erste Grundschulklasse verblieb. Der stete Zustrom hilfsbedürftiger Kinder machte weitere Anbauten notwendig. Im Norden des Hauses entstand nach dem Zweiten Weltkrieg ein neues Gebäude mit Klassenräumen und einem Saal und das Fronberghaus diente als Verbandsschwesterheim. Heute ist das Fronberghaus Sitz der Kaiserswerther Seminare und der Familienakademie Kaiserswerth. | 1882–1925                                          | 13. Juni 1995      | A 1357          |
| Katharina-Göbel-Stift                                            | Katharina-Göbel-Stift                                            | Alte Landstraße 179f Karte                   | | ca. 1890                                           | 13. Juni 1995      | A 1358          |
| Friederikenstift                                                 | Friederikenstift                                                 | Alte Landstraße 179i Karte                   | | ca. 1890                                           | 13. Juni 1995      | A 1359          |
| Hofanlage                                                        | Hofanlage                                                        | Alte Landstraße 207, 209 Karte               | | Anfang 18. Jahrhundert                             | 17. August 1982    | A 208           |
| Hofanlage                                                        | Hofanlage                                                        | Alte Landstraße 223, 225 Karte               | | 1709                                               | 5. April 1984      | A 563           |
| weitere Bilder                                                   | Jüdischer Friedhof                                               | Alte Landstraße o. Nr. Karte                 | | 1737                                               | 12. Januar 2004    | A 1519          |
| Wohngebäude                                                      | Wohngebäude                                                      | Am Mühlenturm 8 Karte                        | | 1661                                               | 23. Februar 1982   | A 2             |
| Wohngebäude mit Gartenhaus                                       | Wohngebäude mit Gartenhaus                                       | Am Mühlenturm 12, 12a Karte                  | Architekt: Hans Schleh | 1908, 1915                                         | 6. September 1984  | A 692           |
| Wohngebäude                                                      | Wohngebäude                                                      | Am Mühlenturm 14 Karte                       | | Anfang 20. Jahrhundert                             | 23. Februar 1982   | A 3             |
| Antoniushaus                                                     | Antoniushaus                                                     | An Sankt Swidbert 17 Karte                   | Vom Gesamtkomplex des heutigen „Marienkrankenhauses“ (An Sankt Swidbert 17) steht lediglich das so genannte „Antoniushaus“ als Baudenkmal in Gänze (innen und außen) unter Schutz. | 1894                                               | 17. Dezember 1984  | A 816           |
| Wohngebäude                                                      | Wohngebäude                                                      | An Sankt Swidbert 18 Karte                   | | Anfang 19. Jahrhundert                             | 23. Februar 1982   | A 4             |
| Wohngebäude                                                      | Wohngebäude                                                      | An Sankt Swidbert 21 Karte                   | | 1729                                               | 23. Februar 1982   | A 5             |
| Wohngebäude                                                      | Wohngebäude                                                      | An Sankt Swidbert 26 Karte                   | | Anfang 19. Jahrhundert                             | 23. Februar 1982   | A 6             |
| Wohngebäude                                                      | Wohngebäude                                                      | An Sankt Swidbert 27a Karte                  | | 1764                                               | 23. Februar 1982   | A 7             |
| Wohngebäude                                                      | Wohngebäude                                                      | An Sankt Swidbert 28 Karte                   | | Anfang 19. Jahrhundert                             | 26. September 1988 | A 1157          |
| weitere Bilder                                                   | Wohngebäude                                                      | An Sankt Swidbert 29 Karte                   | | 1769                                               | 23. Februar 1982   | A 8             |
| Wohngebäude                                                      | Wohngebäude                                                      | An Sankt Swidbert 30 Karte                   | | 1710                                               | 23. Februar 1982   | A 9             |
| Wohngebäude                                                      | Wohngebäude                                                      | An Sankt Swidbert 31 Karte                   | | 1787                                               | 23. Februar 1982   | A 10            |
| Wohngebäude                                                      | Wohngebäude                                                      | An Sankt Swidbert 32 Karte                   | | 1715                                               | 6. September 1984  | A 693           |
| Wohngebäude                                                      | Wohngebäude                                                      | An Sankt Swidbert 34 Karte                   | | 1740, Ende 19. Jahrhundert                         | 23. Februar 1982   | A 11            |
| Wohngebäude                                                      | Wohngebäude                                                      | An Sankt Swidbert 43 Karte                   | | 18. Jahrhundert                                    | 13. Mai 1982       | A 107           |
| Wohngebäude                                                      | Wohngebäude                                                      | An Sankt Swidbert 45 Karte                   | | 18. Jahrhundert                                    | 1. März 1982       | A 64            |
| Wohngebäude                                                      | Wohngebäude                                                      | An Sankt Swidbert 47 Karte                   | | Anfang 19. Jahrhundert                             | 15. Oktober 1984   | A 720           |
| Wohngebäude                                                      | Wohngebäude                                                      | An Sankt Swidbert 49 Karte                   | | 18.–19. Jahrhundert                                | 6. September 1984  | A 694           |
| Schulgebäude mit Rheinhauskapelle                                | Schulgebäude mit Rheinhauskapelle                                | An Sankt Swidbert 53 Karte                   | Erzbischöfliches Suitbertus-Gymnasium Düsseldorf | 1670–1673                                          | 23. Februar 1982   | A 12            |
| Wohngebäude                                                      | Wohngebäude                                                      | An Sankt Swidbert 65 Karte                   | | Ende 19. Jahrhundert                               | 2. März 1982       | A 67            |
| Wohngebäude                                                      | Wohngebäude                                                      | An Sankt Swidbert 67 Karte                   | | Anfang 19. Jahrhundert                             | 23. Februar 1982   | A 13            |
| Wohngebäude                                                      | Wohngebäude                                                      | An Sankt Swidbert 69 Karte                   | | 1893                                               | 23. Februar 1982   | A 14            |
| Wohngebäude                                                      | Wohngebäude                                                      | An Sankt Swidbert 80 Karte                   | | Ende 19. Jahrhundert                               | 23. Februar 1982   | A 15            |
| weitere Bilder                                                   | Hofanlage                                                        | Arnheimer Straße 4–20 Karte                  | | Ende 19. Jahrhundert                               | 11. Juli 1995      | A 1362          |
| weitere Bilder                                                   | Haus Heimatfreude                                                | Arnheimer Straße 142 Karte                   | | 1927                                               | 2. Dezember 1997   | A 1429          |
| weitere Bilder                                                   | Wohngebäude                                                      | Arnheimer Straße 146 Karte                   | | 1930–1931                                          | 25. August 2000    | A 1489          |
| Wohngebäude                                                      | Wohngebäude                                                      | Burgallee 1 Karte                            | | Ende 19. Jahrhundert                               | 23. Februar 1982   | A 31            |
| weitere Bilder                                                   | Wohngebäude                                                      | Burgallee 2, 3 Karte                         | | Ende 19. Jahrhundert                               | 23. Februar 1982   | A 32            |
| Wohngebäude (Haus Freiheit)                                      | Wohngebäude (Haus Freiheit)                                      | Burgallee 4 Karte                            | Wohnhaus von Herbert Eulenberg (Architekt des Erweiterungsbaus: Fritz Helmuth Ehmcke) | Ende 19. Jahrhundert, Erweiterung 1912             | 23. Februar 1982   | A 33            |
| weitere Bilder                                                   | Kaiserpfalz                                                      | Burgallee o. Nr. Karte                       | | 1174–1184                                          | 23. Dezember 1982  | A 287           |
| weitere Bilder                                                   | ehemalige Stadt- und Stiftsmühle                                 | Fliednerstraße 2 Karte                       | | 16., 17. Jahrhundert, Ende 19. Jahrhundert         | 14. November 1984  | A 744           |
| Stadtkirche Kaiserswerth                                         | Stadtkirche Kaiserswerth                                         | Fliednerstraße 12, 14 Karte                  | | 1807–1811                                          | 14. November 1984  | A 745           |
| Fliednerhof                                                      | Fliednerhof                                                      | Fliednerstraße 16, 20, 20a Karte             | | Anfang 19. Jahrhundert                             | 17. Dezember 1984  | A 818           |
| Schulgebäude                                                     | Schulgebäude                                                     | Fliednerstraße 32 Karte                      | | ca. 1910                                           | 7. April 1983      | A 335           |
| weitere Bilder                                                   | Gartenhaus                                                       | Fliednerstraße o. Nr. Karte                  | | Anfang 19. Jahrhundert                             | 21. Dezember 1984  | A 824           |
| Wohngebäude                                                      | Wohngebäude                                                      | Friedrich-von-Spee-Straße 16 Karte           | | 1898                                               | 16. Oktober 1998   | A 1448          |
| Wohngebäude                                                      | Wohngebäude                                                      | Friedrich-von-Spee-Straße 20, 22 Karte       | Seit 1918 bestand in Kaiserswerth ein „Kriegswaisenhaus“, welches 1926 in das Haus in der Friedrich-von-Spee-Straße verlegt wurde. Das Gebäude von 1792, eine ehemalige Seidenfabrik, wurde mit geringen Mitteln zu einem Heim für 60 bis 70 Kinder umgebaut. Dort waren das Barbarossaheim sowie die Barbarossaschule untergebracht. Als Waisenhaus konnte das Haus, in 1939 erfolgte ein weiterer Umbau, in der NS-Zeit weiter bestehen bleiben. Die Schule musste schließen. | ca. 1792                                           | 4. April 1990      | A 1202          |
| Wohngebäude                                                      | Wohngebäude                                                      | Gernandusstraße 1 Karte                      | | Mitte 18. Jahrhundert                              | 7. Dezember 1984   | A 801           |
| weitere Bilder                                                   | Mutterhaus                                                       | Geschwister-Aufricht-Straße 1 Karte          | Das Mutterhaus der Kaiserswerther Diakonie, heute ein Hotel, wurde am 7. Mai 1903 zusammen mit der Mutterhauskirche eingeweiht. Es ersetzte das von Theodor und Friederike Fliedner im Jahr 1836 gegründete Diakonissenmutterhaus im Zentrum von Kaiserswerth, das heutige „Stammhaus“. | 1886–1900                                          | 13. Juni 1995      | A 1355          |
| Gebäude der Diakonie                                             | Gebäude der Diakonie                                             | Geschwister-Aufricht-Straße 3 Karte          | | Ende 19. Jahrhundert                               | 14. Dezember 1995  | A 1374          |
| Feierabendhaus 1                                                 | Feierabendhaus 1                                                 | Geschwister-Aufricht-Straße 5 Karte          | | 1890                                               | 13. Juni 1995      | A 1360          |
| weitere Bilder                                                   | Friedhofskapelle und Friedhof                                    | Geschwister-Aufricht-Straße 6 Karte          | | 1898                                               | 12. Dezember 1995  | A 1372          |
| Feierabendhaus 2                                                 | Feierabendhaus 2                                                 | Geschwister-Aufricht-Straße 7 Karte          | | 1910                                               | 13. Juni 1995      | A 1361          |
| weitere Bilder                                                   | Feierabendhaus 3                                                 | Geschwister-Aufricht-Straße 9 Karte          | | 1925                                               | 24. April 1995     | A 1344          |
| weitere Bilder                                                   | Pumpstation                                                      | Herbert-Eulenberg-Weg 8 Karte                | | ca. 1928                                           | 23. Dezember 1997  | A 1434          |
| weitere Bilder                                                   | Altes Zollhaus                                                   | Kaiserswerther Markt 4 Karte                 | | 1635                                               | 5. Juli 1984       | A 645           |
| Wohngebäude                                                      | Wohngebäude                                                      | Kaiserswerther Markt 8 Karte                 | | 1745                                               | 5. Juli 1984       | A 646           |
| weitere Bilder                                                   | Im Schiffchen                                                    | Kaiserswerther Markt 9 Karte                 | | 1733                                               | 5. Juli 1984       | A 647           |
| Wohngebäude                                                      | Wohngebäude                                                      | Kaiserswerther Markt 10 Karte                | | 19. Jahrhundert                                    | 5. Juli 1984       | A 648           |
| Doppelhaus                                                       | Doppelhaus                                                       | Kaiserswerther Markt 11, 13 Karte            | | 1778                                               | 5. Juli 1984       | A 649           |
| Wohngebäude                                                      | Wohngebäude                                                      | Kaiserswerther Markt 12 Karte                | | 1738                                               | 5. Juli 1984       | A 650           |
| Wohngebäude                                                      | Wohngebäude                                                      | Kaiserswerther Markt 14 Karte                | | Mitte 18. Jahrhundert                              | 5. Juli 1984       | A 651           |
| Wohngebäude                                                      | Wohngebäude                                                      | Kaiserswerther Markt 16 Karte                | Beherbergte Mitte des 20. Jahrhunderts ein Kinder- und Knabenheim der Diakonissenanstalt. | Mitte 19. Jahrhundert                              | 5. Juli 1984       | A 652           |
| weitere Bilder                                                   | Rathaus Kaiserswerth                                             | Kaiserswerther Markt 23 Karte                | | 1891–1892                                          | 6. Juli 1984       | A 657           |
| Wohngebäude                                                      | Wohngebäude                                                      | Kaiserswerther Markt 25, 27 Karte            | | 1869, Anfang 20. Jahrhundert                       | 5. Juli 1984       | A 653           |
| Zum Einhorn                                                      | Zum Einhorn                                                      | Kaiserswerther Markt 26 Karte                | | 1734                                               | 25. Juli 1984      | A 667           |
| Wohngebäude                                                      | Wohngebäude                                                      | Kaiserswerther Markt 30 Karte                | | 1717                                               | 5. Juli 1984       | A 654           |
| Stammhauskirche                                                  | Stammhauskirche                                                  | Kaiserswerther Markt 32 Karte                | | ca. 1861                                           | 20. Juni 1988      | A 1130          |
| Wohngebäude                                                      | Wohngebäude                                                      | Kaiserswerther Markt 34 Karte                | | Anfang 18. Jahrhundert                             | 5. Juli 1984       | A 655           |
| weitere Bilder                                                   | Bahnhofsgebäude                                                  | Kalkumer Schlossallee 1 Karte                | | 1926                                               | 30. Mai 1988       | A 1119          |
| weitere Bilder                                                   | Wohngebäude                                                      | Kittelbachstraße 26 Karte                    | | 1910                                               | 23. Februar 1999   | A 1458          |
| Wohngebäude                                                      | Wohngebäude                                                      | Klemensplatz 7 Karte                         | | Anfang 19. Jahrhundert                             | 2. Dezember 1982   | A 283           |
| weitere Bilder                                                   | Wohngebäude                                                      | Kreuzbergstraße 66 Karte                     | Das von Anton Aretz ausgeführte Wohngebäude wurde zum Eigentum des Bildhauers Bernhard Lohf (1887–1970). Lohf schuf 1937 auf dem Klemensplatz die Skulptur des „Trommlerjungen“. Diese Spielschar mit Marschtrommel wurde im Zweiten Weltkrieg demontiert und eingeschmolzen und 1956 durch Lohfs „Brunnen mit Bronzejungen“ ersetzt. | 1930–1932                                          | 2. Juli 1996       | A 1394          |
| weitere Bilder                                                   | Wohngebäude                                                      | Kreuzbergstraße 97 Karte                     | | 1951                                               | 8. Oktober 1999    | A 1470          |
| Wegekreuz Kreuzbergstraße Ecke Alte Kalkumer Straße (Düsseldorf) | Wegekreuz Kreuzbergstraße Ecke Alte Kalkumer Straße (Düsseldorf) | Kreuzbergstraße, Alte Kalkumer Straße Karte  | | 1781                                               | 6. Februar 1996    | A 1380          |
| weitere Bilder                                                   | Haus Werth                                                       | Leinpfad 101 Karte                           | | 1775                                               | 7. Dezember 1984   | A 804           |
| weitere Bilder                                                   | Myriameterstein                                                  | Leinpfad o. Nr. Karte                        | | End 19. Jahrhundert                                | 11. August 2011    | A 1610          |
| weitere Bilder                                                   | Wohngebäude                                                      | Lohauser Deich 90, 90b Karte                 | | 18. Jahrhundert                                    | 6. Januar 1986     | A 962           |
| weitere Bilder                                                   | Villa                                                            | Niederrheinstraße 308 Karte                  | Architekt: Gotthold Nestler | 1924                                               | 6. Oktober 1983    | A 436           |
| weitere Bilder                                                   | Kamper Hof                                                       | Niederrheinstraße 346 Karte                  | | Mitte 18. Jahrhundert                              | 30. Juli 1986      | A 988           |
| weitere Bilder                                                   | Wohngebäude                                                      | Sankt-Göres-Straße 45 Karte                  | | 1906–1907                                          | 23. Dezember 1982  | A 294           |
| weitere Bilder                                                   | Gartenhaus                                                       | Schleifergasse 19 Karte                      | | Anfang 19. Jahrhundert                             | 16. Juli 1996      | A 1397          |
| weitere Bilder                                                   | Wohngebäude                                                      | Schleifergasse 29 Karte                      | | 1951                                               | 27. Juli 2005      | A 1540          |
| weitere Bilder                                                   | Friedhof Diakonie                                                | Schleifergasse o. Nr. Karte                  | | 1846                                               | 21. November 1994  | A 1324          |
| Stiftshaus                                                       | Stiftshaus                                                       | Suitbertus-Stiftsplatz 1 Karte               | | Anfang 18. Jahrhundert                             | 28. September 1983 | A 432           |
| weitere Bilder                                                   | Degodehaus                                                       | Suitbertus-Stiftsplatz 2 Karte               | | 1725                                               | 16. September 1983 | A 427           |
| Pfarrhaus                                                        | Pfarrhaus                                                        | Suitbertus-Stiftsplatz 3 Karte               | | 1706                                               | 16. September 1983 | A 428           |
| Wohngebäude                                                      | Wohngebäude                                                      | Suitbertus-Stiftsplatz 5 Karte               | | Mitte 18. Jahrhundert                              | 16. September 1983 | A 429           |
| weitere Bilder                                                   | St. Suitbertus                                                   | Suitbertus-Stiftsplatz 6 Karte               | | 11.–13. Jahrhundert                                | 23. Dezember 1982  | A 295           |
| Wohngebäude                                                      | Wohngebäude                                                      | Suitbertus-Stiftsplatz 7 Karte               | | 18.–19. Jahrhundert                                | 16. September 1983 | A 430           |
| Wohngebäude                                                      | Wohngebäude                                                      | Suitbertus-Stiftsplatz 8 Karte               | | 1730, 19. Jahrhundert                              | 6. Oktober 1983    | A 438           |
| Wohngebäude                                                      | Wohngebäude                                                      | Suitbertus-Stiftsplatz 9, 10 Karte           | | 1757                                               | 6. Oktober 1983    | A 439           |
| Wohngebäude                                                      | Wohngebäude                                                      | Suitbertus-Stiftsplatz 11 Karte              | | 1794                                               | 6. Oktober 1983    | A 440           |
| Wohngebäude                                                      | Wohngebäude                                                      | Suitbertus-Stiftsplatz 12 Karte              | | Anfang 19. Jahrhundert                             | 17. November 1983  | A 463           |
| Wohngebäude                                                      | Wohngebäude                                                      | Suitbertus-Stiftsplatz 14 Karte              | | Mitte 13. Jahrhundert, 1702, 1725, 19. Jahrhundert | 6. Oktober 1983    | A 441           |
| Wohngebäude                                                      | Wohngebäude                                                      | Suitbertus-Stiftsplatz 18 Karte              | | 1729                                               | 6. Oktober 1983    | A 443           |
| Turm                                                             | Turm                                                             | Suitbertus-Stiftsplatz 18 Karte              | | 17. Jahrhundert                                    | 6. Oktober 1983    | A 442           |
| weitere Bilder                                                   | Wohngebäude                                                      | Zeppenheimer Weg 1 Karte                     | | 1910                                               | 14. Dezember 1995  | A 1375          |
| Gebäude der Diakonie                                             | Gebäude der Diakonie                                             | Zeppenheimer Weg 3, 5 Karte                  | | ca. 1885                                           | 22. Januar 1996    | A 1379          |
| Haus Johannisberg                                                | Haus Johannisberg                                                | Zeppenheimer Weg 7 Karte                     | | 1878                                               | 22. November 1982  | A 277           |
| Gebäude der Diakonie                                             | Gebäude der Diakonie                                             | Zeppenheimer Weg 7a Karte                    | | 1881                                               | 9. Februar 1994    | A 1278          |
| weitere Bilder                                                   | Turnhalle                                                        | Zeppenheimer Weg 7b Karte                    | | Ende 19. Jahrhundert                               | 3. April 1996      | A 1387          |
| weitere Bilder                                                   | Waldhaus                                                         | Zeppenheimer Weg 7c Karte                    | | ca. 1880                                           | 23. März 1988      | A 1111          |
| weitere Bilder                                                   | Wohngebäude                                                      | Zeppenheimer Weg 7d Karte                    | | ca. 1912                                           | 25. Januar 1994    | A 1277          |
| weitere Bilder                                                   | Wohngebäude                                                      | Zeppenheimer Weg 7e Karte                    | | ca. 1904                                           | 27. September 1994 | A 1321          |
| weitere Bilder                                                   | Landhaus                                                         | Zeppenheimer Weg 7f Karte                    | | Ende 19. Jahrhundert                               | 3. April 1996      | A 1388          |
| weitere Bilder                                                   | Gebäude der Diakonie                                             | Zeppenheimer Weg 7g Karte                    | | 1899                                               | 19. Juli 1995      | A 1378          |
| weitere Bilder                                                   | Gebäude der Diakonie                                             | Zeppenheimer Weg 8–10 Karte                  | | ca. 1885                                           | 14. Dezember 1995  | A 1376          |
| weitere Bilder                                                   | Mutterhaus-Kirche, Haus Tabea                                    | Zeppenheimer Weg 16, 18, 20 Karte            | | Ende 19. Jahrhundert                               | 8. November 1995   | A 1369          |
| weitere Bilder                                                   | Wegekreuz                                                        | Zeppenheimer Weg, Alte Kalkumer Straße Karte | | 1824                                               | 22. Februar 1996   | A 1384          |

## Bodendenkmäler
| Bild           | Bezeichnung | Lage                                    | Beschreibung | Bauzeit           | Eingetragen seit  | Denkmal- nummer |
| -------------- | ----------- | --------------------------------------- | ------------ | ----------------- | ----------------- | --------------- |
| weitere Bilder | Menhir      | Zeppenheimer Weg, Alte Landstraße Karte |              | 2000–1500 v. Chr. | 22. November 1985 | A 950           |